# Sergio Badilla Castillo

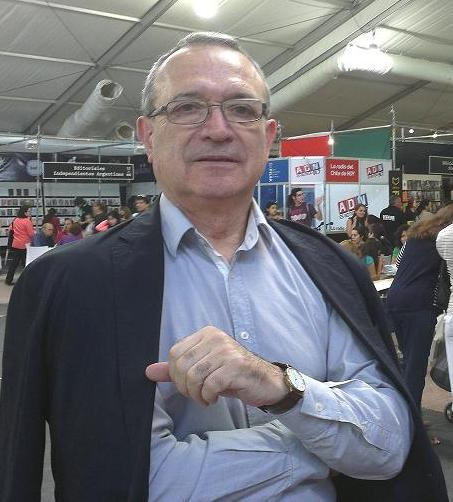
Castillo in 2013

Sergio Badilla Castillo (Valparaíso, 30 november 1947) is een Chileens dichter en schrijver. Hij is de grondlegger van het transrealisme in de hedendaagse poëzie.
Hij studeerde journalistiek aan de Universiteit van Chili en studeerde af in 1972. Daarna studeerde hij antropologie aan de universiteit van Stockholm. Men beschouwt hem als een dichter die wordt beïnvloed door het werk van Scandinavische schrijvers, zoals Edith Södergran, Elmer Diktonius, Paavo Haavikko, Pentti Saarikoski, Gunnar Ekelöf, Tomas Tranströmer en Lars Gustavsson. Sergio Badilla Castillo schrijft in het Spaans en in het Engels.
Zijn eerste gedichtenbundel, Entre el cemento y el pasto, werd gepubliceerd in 1971. In 1980 bracht hij Más abajo de mi rama uit, en in 1997 publiceerde hij Saga Nórdica (Noordse Saga), een van zijn bekendste werken.

## Werken
- Lager van mijn Tak Invandrarförlaget. 1980 Borås. Zweden. (Korte verhalen)
- De Woning van het Teken. Bikupa, 1982. Stockholm. (Poëzie)
- Oniriche Lied. LAR, 1983. Madrid. (Poëzie)
- Reverberatie van Aquatische Stenen. Bikupa, 1985. Stockholm. (Poëzie)
- Terrenalis. Bikupa, 1989. Stockholm. (Poëzie)
- Noordse Saga. Monteverdi. 1996, Santiago. (Poëzie)
- De Vreselijke Starende blik van Bastaard. 2003. Valparaiso. (Poëzie).
- Transreëele Gedichten en Sommige Evangelies 2005. Aura Latina. Santiago/Stockholm (Poëzie)

- Biblioteca Nacional de España: XX842698
- Bibliothèque nationale de France: cb16274101c (data)
- International Standard Name Identifier: 0000 0001 1872 4240
- Library of Congress Control Number: n86821621
- Système universitaire de documentation: 147620430
- Virtual International Authority File: 3966730
- WorldCat: E39PBJy4dFY4gkKXx6fmYv78md